# Ceryx giloloensis
Ceryx giloloensis là một loài bướm đêm thuộc phân họ Arctiinae, họ Erebidae.